# 3606 Pohjola
3606 Pohjola (1939 SF) là một tiểu hành tinh vành đai chính được phát hiện ngày 19 tháng 9 năm 1939 bởi Y. Vaisala ở Turku.